# أليكس نيكولز (لاعب كرة قدم)
أليكس نيكولز (بالإنجليزية: Alex Nicholls)‏ هو لاعب كرة قدم بريطاني في مركز الهجوم، ولد في 9 ديسمبر 1987 في ستوربريدج في المملكة المتحدة. لعب مع نادي إكزتر سيتي ونادي بيرتن ألبيون ونادي والسول ونورثامبتون تاون.

## وصلات خارجية
- أليكس نيكولز على موقع قاعدة بيانات كرة القدم.إي يو (الإنجليزية)
- أليكس نيكولز على موقع Soccerbase.com (لاعب) (الإنجليزية)
- أليكس نيكولز على موقع Soccerway.com (الإنجليزية)